# 테레세 요헤우
테레세 요헤우(노르웨이어: Therese Johaug, 1988년 6월 25일~)는 노르웨이의 크로스컨트리 스키 선수이다. 2007년 세계 노르딕 스키 선수권 대회에서 동메달을 획득하며 세계 선수권 대회에서 메달을 획득한 최연소 크로스컨트리 스키 선수가 되었다. 2010년 동계 올림픽에서 계주에서 획득한 금메달을 시작으로 올림픽에서 금메달 4개, 은메달 1개, 동메달 1개 획득했다.

## 성적

### 올림픽
| 연도 | 대회일   | 장소          | 종목        | 결과          | 메달 |
| ---- | -------- | ------------- | ----------- | ------------- | ---- |
| 2010 | 2월 25일 | 캐나다 밴쿠버 | 여자 계주   | 1위 (55:19.5) |      |
| 2014 | 2월 13일 | 러시아 소치   | 10km 클래식 | 3위 (28:46.1) |      |